# Ознобіхіна Тетяна Володимирівна
Тетяна Володимирівна Ознобіхіна (нар. 21 листопада 1974) — українська футболістка, півзахисниця.

## Життєпис
Футбольну кар'єру розпочала 1993 року виступами за команду «Лада» (Миколаїв) у Першій лізі чемпіонату України. У дебютному для себе сезоні зіграла у футболці миколаївського клубу 18 матчів у чемпіонаті України. Наступного року підписала контракт з клубом Вищої ліги ФК «Донецьк». У команді провеле два сезони, зіграла 19 матчів та відзначилася 1 голом у чемпіонаті України. По завершенні сезону 1995 року залишила команду. Поверталася до донецького клубу декілька разів (1999, 2001), проте більше, ніж один сезон у команді не провела. За цей час тричі ставала переможницею чемпіонату України та двічі володаркою кубка Укоаїни
У 2002 році перейшла до «Харків-Кондиціонеру», в команді провела три сезони. Двічі ставала переможницею чемпіонату України та двічі вигравала кубок країни. У 2005 році захищала кольори сумського «Спартака». У Вищій лізі чемпіонату України зіграла 12 матчів, відзначилася 5-а голами.
У 2006 році повернулася до «Донеччанки». У донецькій команді виступала протягом трьох сезонів, зіграла 53 матчі та відзначилася 11-а голами у Вищій лізі чемпіонату України. У сезоні 2009 року перебувала в заявці донецького клубу на сезон, проте на футбольне поле не виходила. По завершенні сезону закінчила футбольну кар'єру.

## Досягнення
ФК «Донецьк»/«Варна»
- Вища ліга чемпіонату України
  -  Чемпіон (3): 1994, 1995, 1999

- Кубок України
  -  Володар (2): 1994, 1999
  -  Фіналіст (2): 1995, 2001

«Харків-Кондиціонер»/«Металіст»
- Вища ліга чемпіонату України
  -  Чемпіон (3): 2002, 2003, 2004

- Кубок України
  -  Володар (2): 2003, 2004
  -  Фіналіст (1): 2002